# إريك توريس باديلا
إريك توريس باديلا (بالإسبانية: Érick Torres Padilla) (و. 1993  م) هو لاعب كرة قدم مكسيكي، ولد في غوادالاخارا، شارك في كرة القدم في الألعاب الأولمبية الصيفية 2016، مركز لعبه هو مهاجم.

## مسيرته الكروية
لعب إريك توريس باديلا خلال مسيرته الاحترافية مع 6 أندية في ثلاثة عشر موسمًا وسجل خلالها 55 هدفًا ضمن 188 مباراة. ولم يفز بأي موسم بالكأس أو بالدوري.
خاض إريك توريس باديلا مسيرته مع نادي غوادالاخارا في موسم 2010–11 في المرة الأولى واستمر معه طيلة ثلاثة مواسم ثم في موسم 2014–15 لمدة موسم واحد، مشاركًا طوالها في 63 مباراة سجل خلالها 15 هدفًا. ثم انتقل إلى نادي شيفاز يو إس أي في عامي 2013-2015 ولمدة موسمين، حيث شارك في 44 مباراة سجل خلالها 22 هدفًا. لينتقل بعدها إلى نادي هيوستن دينامو في عامي 2015-2017 في المرة الأولى ولمدة موسمين ثم ما بين عامي 2017 و2018 لمدة موسم واحد، مشاركًا طوالها في 49 مباراة سجل خلالها 14 هدفًا. ثم انتقل إلى نادي كروز آزول في موسم 2016–17 لمدة موسم واحد، مشاركًا في 3 مباريات ولم يسجل أي هدف. هذا وانتقل لاحقًا إلى نادي أونيفرسيداد ناسيونال في موسم 2017–18 لمدة موسم واحد، مشاركًا في 4 مباريات ولم يسجل أي هدف أيضًا. ثم انتقل بعدها إلى نادي تيخوانا في موسم 2018–19 ولمدة موسمين، مشاركًا في 25 مباراة سجل خلالها 4 أهداف.

## روابط خارجية
- إريك توريس باديلا على موقع الدوري الأمريكي (الإنجليزية)
- إريك توريس باديلا على موقع قاعدة بيانات كرة القدم.إي يو (الإنجليزية)
- إريك توريس باديلا على موقع ناشيونال فوتبول تيمز (الإنجليزية)
- إريك توريس باديلا على موقع Soccerway.com (الإنجليزية)
- إريك توريس باديلا على موقع اللجنة الأولمبية الدولية (الإنجليزية)
- إريك توريس باديلا على موقع أوليمبيديا (الإنجليزية)